# BMW M40
BMW M40 — рядный четырёхцилиндровый двигатель производства компании BMW. Выпускался объёмами 1.6 и 1.8 литра.
Двигатель М40 был разработан, как новый двигатель для 3 серии BMW E30. Он унаследовал уже знакомую по М10 конструкцию чугунного блока цилиндров, однако в алюминиевой головке уже были применены гидрокомпенсаторы, что в совокупности со сменой цепного привода распредвала на ременной сделало двигатель значительно тише.

## Модификации
| Версия      | Объём    | Мощность                            | Крутящий момент          | Год  |
| ----------- | -------- | ----------------------------------- | ------------------------ | ---- |
| M40B16- E30 | 1596 см3 | 73 кВт (99 л. с.) при 5,500 об/мин  | 141 Н⋅м при 4,250 об/мин | 1987 |
| M40B16- E36 | 1596 см3 | 75 кВт (102 л. с.) при 5,500 об/мин | 143 Н⋅м при 4,250 об/мин | 1991 |
| M40B18- E30 | 1796 см3 | 83 кВт (113 л. с.) при 5,500 об/мин | 162 Н⋅м при 4,250 об/мин | 1987 |
| M40B18- E36 | 1796 см3 | 85 кВт (116 л. с.) при 5,500 об/мин | 165 Н⋅м при 4,250 об/мин | 1991 |

## M40B16
Двигатель M40B16 — это 1.6-литровая (1596 см³) версия двигателя M40. Мощность составляет 102 лошадиные силы при 5800 оборотах в минуту. Максимальный крутящий момент — 141 Н⋅м при 4250 об/мин. Красная зона — 6200 об/мин. Двигатель использует инжекторную систему питания Bosch М 1.3 (DME 1.3). Диаметр цилиндров — 84 мм, ход поршней — 72 мм, степень сжатия — 9.
Устанавливался на:
- BMW E30 316i (1988—1995)
- BMW E36 316i (1990—1994)

## M40B18
Двигатель M40B18 — это 1.8-литровая (1796 см³) версия двигателя M40. Мощность составляет 113 лошадиных сил при 5500 оборотах в минуту. Максимальный крутящий момент — 165 Н⋅м при 4250 об/мин. Красная зона — 6200 об/мин. Двигатель использует инжекторную систему питания Bosch М 1.3 (DME 1.3). Диаметр цилиндров — 84 мм, ход поршней — 81 мм, степень сжатия — 8.8.
Устанавливался на:
- BMW E30 318i (1987—1995)
- BMW E34 518i (1988—1994)
- BMW E36 318i (1991—1993)